# Faculdade Teológica Batista de São Paulo
A Faculdade Teológica Batista de São Paulo é uma escola bíblica batista em São Paulo.

## História
No dia 1º de março de 1957 foi fundada a Faculdade de Teologia do Colégio Batista Brasileiro.
Em maio de 2005 a Teológica (como é conhecida a Faculdade) obteve o credenciamento junto ao Ministério da Educação (MEC) e autorização de seu curso de Bacharelado em Teologia, que foi reconhecido em novembro de 2010. Hoje oferece além deste curso, diversos cursos de Pós-graduação Lato Sensu, também reconhecido pelo MEC, tais como, Aconselhamento; MBA em Gestão Eclesiástica e do Terceiro Setor; Exposição e Ensino da Bíblia; e, Missiologia e Missões.
Oferece também dezenas de cursos de extensão para as comunidades e igrejas por meio do Centro de Capacitação de Ministérios e Liderança, tais como curso de Capacitação Bíblica, capacitação Teológica, estes dois com duração de um ano, funcionando aos sábados na parte da manhã. Nesta modalidade de curso de extensão também oferece temas variados em diversas áreas, tais como educação religiosa, ministério prático, missões e evangelização. Assim, a Teológica oferece temas tais como, sonorização para igrejas, capelanias, escola de pais, estudos em livros bíblicos, aperfeiçoamento em línguas bíblicas, ensino para crianças, formação de liderança para juventudes e adolescentes. Estes cursos de extensão são oferecidos geralmente aos sábados e alguns durante a semana.
A Teológica está desenvolvendo cursos de extensão na modalidade EaD (ensino a distância) e caminha para obter o credenciamento no MEC para esta modalidade para o curso de Bacharelado em Teologia. Na modalidade de extensão por EaD, a Teológica já possui diversos núcleos de ensino em igrejas e comunidades com a oferta do curso básico de Teologia, composto por 5 módulos, cada módulo com 13 lições, dando para ser ministrado em um trimestre, portanto, oferecendo às igrejas e comunidades 5 trimestres de estudos bíblicos num programa elaborado por Mestres e Doutores com experiência no assunto. Este Programa também pode ser cursado individualmente e possui custo de fácil acesso.
A Teológica também possui inédito curso para formação de lideres de louvor e artes parta as igrejas e comunidades que foi construído por meio de levantamento feito no "chão da igreja" para conhecer o que de fato as igrejas e comunidades realizam nestas áreas. O curso, então, possui disciplinas que dão suporte e fornecem capacitação e ferramentas para que líderes de louvor/adoração e de artes possam realizar seu trabalho com eficiência e eficácia.
A Teológica também estimula pesquisa no campo dos estudos bíblicos, teológicos, éticos, históricos, por meio do Programa de Iniciação Científica (PIC), tendo anualmente a Jornada Científica que promove pesquisas de ponta  desenvolvendo nos alunos a busca por respostas aos desafios que o mundo contemporâneo apresenta ao Cristianismo.
A Teológica, no cumprimento do seu papel de responsabilidade social, desenvolve periodicamente curso que dá suporte a cuidadores de autistas, além de módulos de Língua Brasileira de Sinais (LIBRAS). Está também desenvolvendo um programa para atendimento aos da "idade dourada" (Terceira Idade, com futuro programa sócio-educacional-recreativo.
A proposta pedagógica em prática da Teológica está assentada no conceito de "Pedagogia Integral", que vai além dos 4 pilares da educação da UNESCO/Delors, que considera o aluno de forma integral de modo a desenvolver o ensino dentro de verbos de ação pedagógica: saber-saber / saber-refletir / saber-fazer / saber-sentir / saber-conviver / saber-ser. A construção da matriz curricular é, portanto feita sob o tripé Bíblia-Teologia / Ministério Prático / Vida Pessoal. Assim temos: Bíblia-Teologia: saber, refletir; Ministério Prático: fazer, conviver; e, Vida Pessoal: sentir e ser.
A Teológica, por meio de seu Diretor, prof. Dr. Lourenço Stelio Rega, teve papel importante na elaboração das Diretrizes Curriculares Nacionais (DCNs) para os cursos de Teologia - Bacharelado, que foram elaboradas pelo Conselho Nacional de Educação, sob o comando do Prof. Dr. Antonio Gilberto Garcia, por meio da aprovação do Parecer CNE-CES 60/2014 que foi homologado pelo Ministro da Educação e publicado no Diário Oficial da União (DOU) em 17/9/2016 que resultou na Resolução CNE 04/2016. A Teológica, portanto, está mantendo-se atualizada e dando apoio à regulamentação do ensino teológico no Brasil. Já possuindo matriz curricular compatível com as DCNs desta Resolução, sendo pioneira no Brasil neste sentido.
Portanto, o ensino oferecido pela Teológica concede aos alunos tanto formação acadêmica, quanto prática e de vida. É uma escola de vanguarda e procura estar sempre sintonizada com os cenários contemporâneos e mais do que isto, sempre atenta às tendências que criam novos cenários culturais que sempre desafiam ao Cristianismo na busca de soluções criativas e bíblicas para fazer diferença positiva no mundo.
É comum, por exemplo, estudos sobre modelos contemporâneos de família; assuntos no campo da Bioética, tais como, eutanásia/mistanásia/ortotanásia/distanásia, cuidados paliativos, abortamento, engenharia genética, estudos no campo dos dilemas ambientais; além de estudar o dilema da discriminação racial. Mas também os professores sempre antenados procuram desenvolver pesquisas no campo da exegese, de estudos bíblicos, históricos, teológicos, estudos sobre Filosofia e Psicologia da religião, neurociência (com pesquisa no campo da neuroética e neuroteologia), Psicologia aplicada à vivência cristã, técnicas de comunicação, missões e missiologia, técnica avançadas de liderança e gestão estratégica, práticas ministeriais.  
A Teológica é aberta às denominações evangélicas, oferecendo excelente ambiente de pesquisa e convivência.

### Biblioteca
A biblioteca "Dirce Kaschel" possui mais de 47 mil obras à disposição (janeiro de 2017). Somando-se outros itens, tais como mapas, hemeroteca, material audiovisual, oferece no total de mais de 70 mil (janeiro de 2017) itens para pesquisa.